# Synagoge (Ludza)

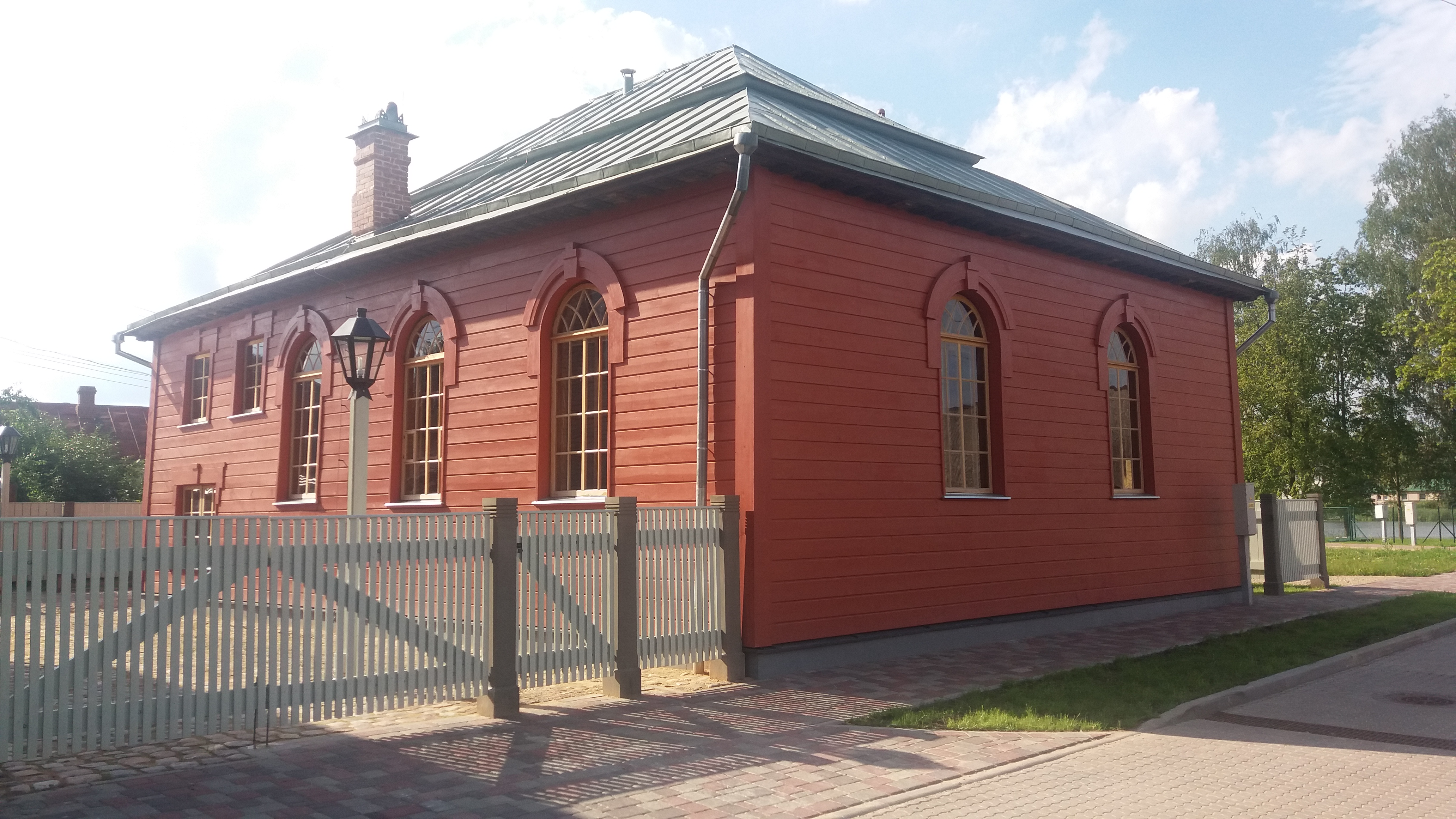
Synagoge in Ludza (2016)

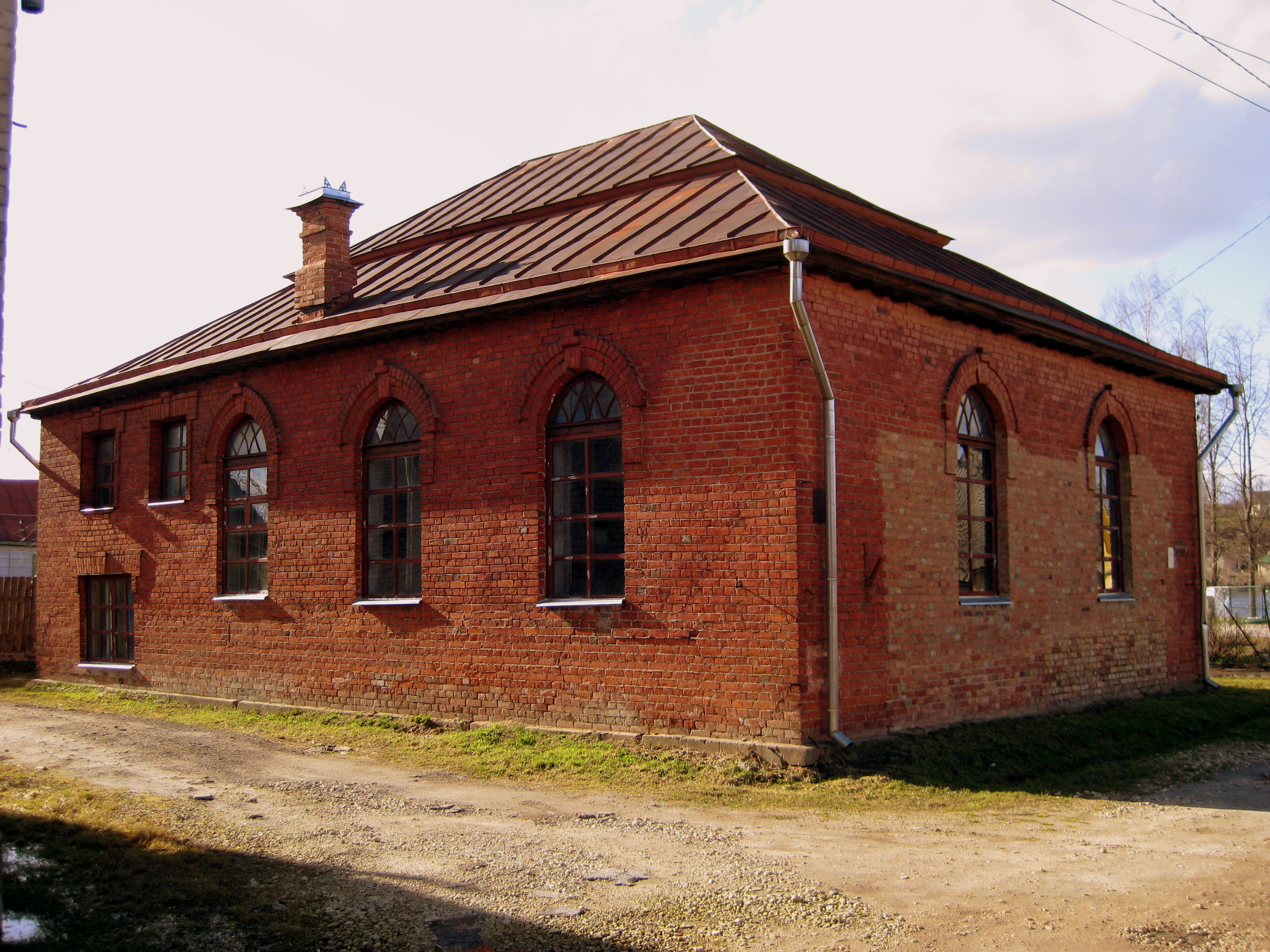
Südseite (2013, vor der Renovierung)

Die Synagoge in Ludza (deutsch Ludsen), einer lettischen Stadt in der Region Lettgallen, wurde um 1800 errichtet. Die profanierte Synagoge befindet sich seit langem im Besitz der Stadt Ludza. 
Durch den Überfall auf die Sowjetunion vom 22. Juni 1941 kam das gesamte Gebiet Lettlands bis zum 8. Juli 1941 in den Machtbereich des nationalsozialistischen Deutschlands. Damit begann die Vernichtung fast der kompletten dort ansässigen jüdischen Bevölkerung.
In dem renovierten Synagogengebäude wurde 2016 ein Jüdisches Museum zur Geschichte des Judentums in der Stadt und der Region eröffnet.